# 斯文德森冰川
70°21′S 160°0′E / 70.350°S 160.000°E
斯文德森冰川（英語：Svendsen Glacier），是南極洲的冰川，位於維多利亞地的彭內爾海岸，屬於烏薩爾普山脈的一部分，長24公里，發源自馬爾佐夫山，流經麥凱恩海崖和朗方海崖，美國地質調查局根據測量和該國海軍的空中照片繪入地圖，現時由南極條約體系管理。